# Leminorella
Genre
Leminorella est un genre de bacilles Gram négatifs de la famille des Budviciaceae. Son nom fait référence aux microbiologistes Léon et Simone Le Minor en hommage à leurs travaux consacrés aux Enterobacteriaceae (en particulier les Salmonella et les Serratia, respectivement).

## Taxonomie
Ce genre est créé en 1985 pour recevoir deux nouvelles espèces bactériennes isolées d'échantillons de selles et d'urines humaines
Jusqu'en 2016 il était compté parmi les Enterobacteriaceae auquel il était rattaché sur la base de critères phénotypiques. Depuis la refonte de l'ordre des Enterobacterales en 2016 par Adeolu et al. à l'aide des techniques de phylogénétique moléculaire, il a été déplacé vers la famille des Budviciaceae nouvellement créée.

## Liste d'espèces
Selon la LPSN (29 octobre 2022) :
- Leminorella grimontii Hickman-Brenner et al. 1985 – espèce type
- Leminorella richardii Hickman-Brenner et al. 1985